# Lamborghini Countach LPI 800-4
Lamborghini Countach LPI 800-4 — гібридний суперкар обмеженого виробництва із середньомоторним розташуванням двигуна, вироблений італійським автовиробником Lamborghini та розроблений його головним дизайнером Мітєю Боркертом. Представлений 14 серпня 2021 року, автомобіль натхненний та названий на честь оригінального Countach, який вперше був представлений 50 років тому. 

## Опис

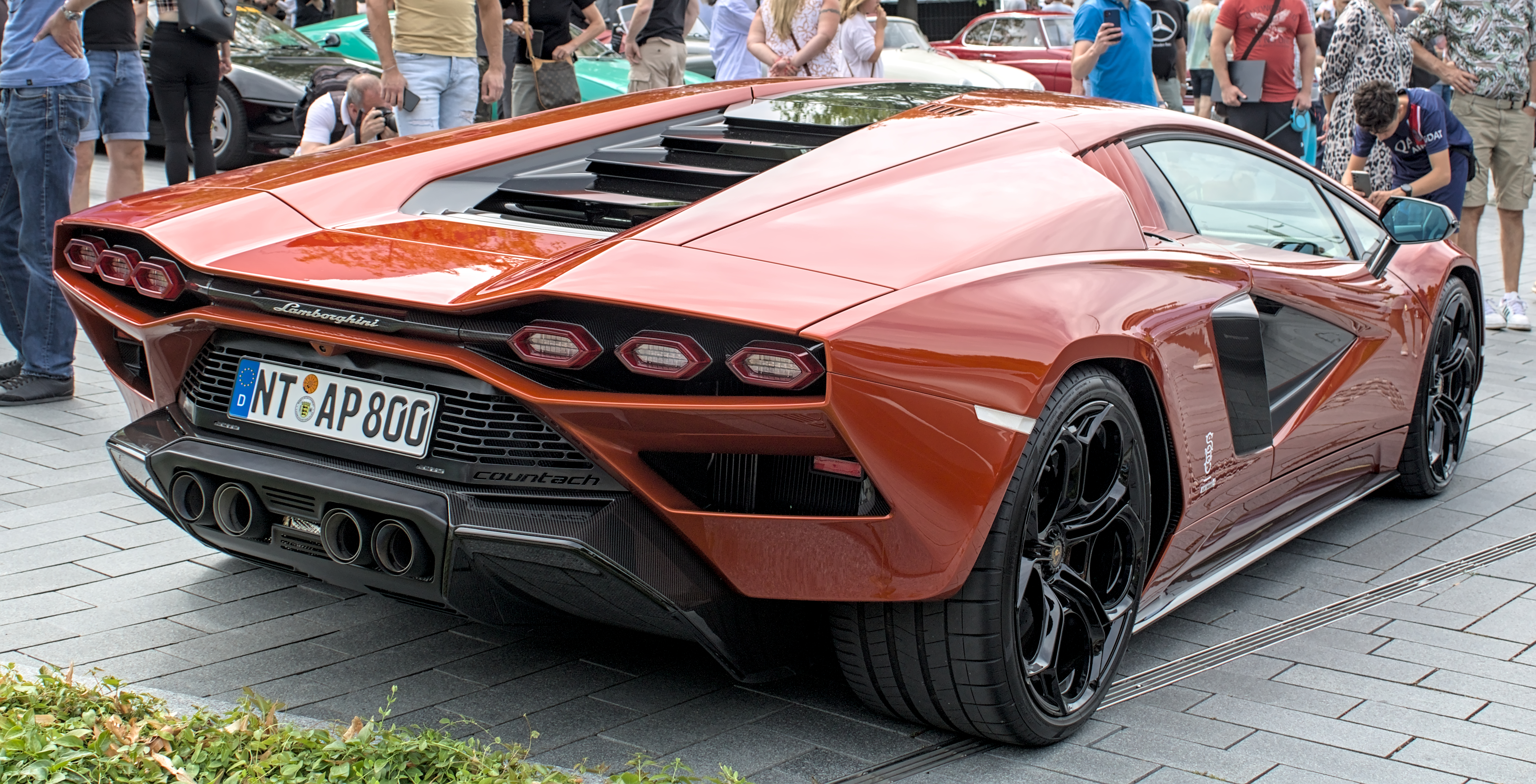

Планується випустити 112 одиниць, число посилається на позначення моделі LP 112, яке використовувалося під час розробки оригінального Countach.
Усі 112 одиниць було продано менш ніж за тиждень після презентації моделі. Поставки клієнтам розпочалися на початку 2022 року. 
Countach LPI 800-4 має спільну основну конструкцію та механіку з Sián FKP 37, представленим у 2019 році. Він використовує той самий вуглепластиковий монокок разом з тим самим м'яким гібридним силовим агрегатом із дещо зменшеною комбінованою потужністю 599 кВт (814 к.с), що забезпечує живлення всіх чотирьох коліс.  
Це комбінація поздовжньо розташованого (LP) атмосферного 6,5-літрового двигуна V12, який у цьому випадку видає 574 кВт (780 к.с.), а також 48-вольтового електродвигуна, що видає додаткові 25 кВт (34 к.с.), який розташований всередині 7-ступінчастої автоматизованої механічної коробки передач. Енергія від рекуперативної гальмівної системи зберігається в суперконденсаторі, який легший за традиційний літій-іонний акумулятор.  
Суха маса становить 1595 кг, з розподілом у відсотках 43-57 між передньою та задньою частинами.
Lamborghini стверджувала, що автомобіль здатний розганятися від 0 до 100 км/год за 2,8 секунди, від 0 до 200 км/год за 8,6 секунди та розвивати максимальну швидкість 355 км/год.